# Joseph Louis François Bertrand
Joseph Louis François Bertrand (París, 11 de març, 1822 - 5 d'abril 1900) fou un matemàtic i economista francès que treballà en el camps de la teoria dels nombres, geometria diferencial, càlcul de probabilitats i termodinàmica.
Fou professor a l'École Polytechnique i al Collège de France, on es graduà com a enginyer de mines. També fou membre de l'Acadèmia de Ciències de París, de la que en fou secretari permanent durant 26 anys (1856-1874). El va objectar, el 1845, que hi havia almenys un nombre primer entre n i 2n-2 per a cada n > 3. Pafnuti Txebixov demostrà aquesta conjectura, ara dita postulat de Bertrand, el 1850. També és famós per una paradoxa en el camp de la probabilitat, coneguda com a Paradoxa de Bertrand.
També va ver aportacions en el terreny de l'economia. En 1883 publicà una crítica al llibre Théorie mathématique de la richesse sociale de Léon Walras on rebutjava el procés de tâtonement argumentant que en la realitat es produeixen intercanvis en situacions de desequilibri, raó per la qual cal considerar l'existència d'indeterminació en els preus. També rebutjà el principi de maximització de la utilitat amb l'argument que els comerciants en realidad són interessats principalment en els beneficis monetaris, no en la utilitat.
El 1838 també va revisar la teoria dels monopolis d'Antoine-Augustin Cournot i considerà que el procediment algebraic que va utilitzar era erroni. Considerà que els duopolistes competeixen en preus en comptes d'en quantitats, i deduí un preu final d'equilibri pròxim al de la lliure competència.

## Obres
- Traité élémentaire d'algèbre, 1851
- Traité de calcul différentiel et de calcul intégral, 1864-70,
- Rapport sur les progrès les plus récents de l'analyse mathématique, 1867
- Théorie des Richesses: revue de Théories mathématiques de la richesse sociale par Léon Walras et Recherches sur les principes mathématiques de la théorie des richesses par Augustin Cournot, 1883, a Journal des Savants
- Thermodynamique, 1887.
- Leçons sur la théorie mathématique de l'électricité, 1890
- Eloges Academiques, 1902